# 奥卡姆的威廉

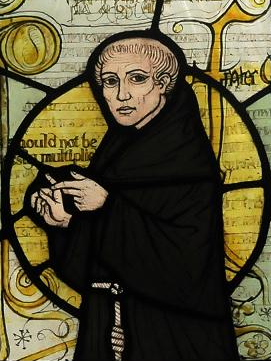
奥卡姆的威廉

Quaestiones in quattuor libros sententiarum

奧卡姆的威廉（William of Ockham/Occam，約1287年—1347年4月10日），又譯為奧卡姆、奧康，出生於英格蘭的薩里郡奧卡姆（Ockham），在大學註冊為奧卡姆的威廉。14世紀邏輯學家、聖方濟各會修士。

## 生平
奧坎早年就加入了方濟會。据记载，他于1309－1321年间在牛津大學学习神学，但一直未获得硕士（Master）学位（相当于现在的学士）。之后，又在巴黎大學求學，能言善辯，被人稱為“駁不倒的博士”。
1322年左右他發表一些言論，主张教會不應擁有私人財產，與聖座不合，被教宗若望二十二世宣称为“异端”，1324年囚禁在法國的亚威农教宗監獄。教会聘請六位神学家专门研究其著作，有51篇被判为“异端邪说”。1328年5月他在夜裡越獄，逃往意大利比萨城。神圣罗马帝国皇帝路易四世收留他，作為回報威廉撰書支持路易四世擁有控制所有在神聖羅馬帝國內的教會和領土的權利。後定居慕尼黑。
1347年路易四世死後，教會與他和解，此時欧洲爆發黑死病，威廉病死。
因为他是英国奥卡姆人，人们就把这句话称为「奥卡姆剃刀」。主要著作有《邏輯大全》、《辯論集7篇》等。